# پل زغال
پل زغال مربوط به دوره پهلوی اول است و در شهرستان چالوس، جاده کندوان، بر روی رودخانه چالوس واقع شده و این اثر در تاریخ ۱۰ خرداد ۱۳۸۲ با شمارهٔ ثبت ۸۸۰۵ به‌عنوان یکی از آثار ملی ایران به ثبت رسیده است.